# Sanja Gavrilović
Sanja Gavrilović (Split, 20. rujna 1982.), hrvatska atletičarka.
Natjecala se na Olimpijskim igrama 2004. i 2008. u bacanju kladiva. Oba puta je osvojila 45. mjesto.
Bila je članica splitskog ASK-a.